# Aeroportul Internațional Wenzhou Longwan
Aeroportul Internațional Wenzhou Longwan (IATA: WNZ, ICAO: ZSWZ) este un aeroport din Wenzhou, Zhejiang, Republica Populară Chineză ce deservește zona Wenzhou. Aeroportul a fost tranzitat în 2023 de 11.688.220 de pasageri. A fost numit după zona deservită.
Aeroportul dispune de o singură pistă.

## Infrastructură

### Terminale
Aerogara are în componență 1 terminal, Airport Station⁠(d). 